# Пашко Яків Юхимович
Яків Юхимович Пашко (10 жовтня 1907, Кременчук — жовтень 1984, Київ) — український радянський історик, дослідник історії німецько-радянської війни. Депутат Верховної Ради УРСР 4—7-го скликань. Член Ревізійної Комісії КПУ в 1954—1971 р.

## Біографія
Народився 10 жовтня 1907 року в місті Кременчуці Полтавської губернії у робітничій родині. З дитячих років наймитував у заможних селян. З 1923 року працював учнем слюсаря, слюсарем механічного заводу. У 1927 році закінчив школу фабрично-заводського учнівства в Кременчуці і до 1931 року був на комсомольській роботі.
Член ВКП(б) з 1928 року.
У 1931–1932 прослухав два курси Комуністичного університету імені Артема в Харкові, працював інструктором Харківського обласного комітету КП(б)У. У 1933–1937 роках навчався на історичному факультеті Інституту червоної професури при ВУЦВК.
У 1937–1939 роках — старший науковий співробітник філіалу Центрального музею В. І. Леніна в Києві. У 1939–1941 роках — на партійній роботі: заступник завідувача і завідувач відділу пропаганди і агітації Київського міського комітету КП(б)У.
Учасник німецько-радянської війни, брав участь в обороні Києва. Працював агітатором агітаційно-пропагандистського відділу та начальником відділу пропаганди і агітації в політвідділах 21-ї та 6-ї гвардійської армій на Південно-Західному, Сталінградському, Донському, Воронезькому, 1-му та 2-му Прибалтійських фронтах. У 1945–1947 роках — у політичному управлінні Київського військового округу.
У 1947–1950 роках — секретар Київського міського комітету КП(б)У з питань пропаганди. У 1951 році в Академії суспільних наук при ЦК ВКП(б) захистив кандидатську дисертацію.
З лютого до травня 1951 року — 1-й заступник завідувача відділу пропаганди і агітації ЦК КП(б)У.
У травні 1951 — липні 1957 року — завідувач відділу пропаганди і агітації ЦК КПУ.
У липні 1957–1968 роках — головний редактор журналу «Комуніст України». У 1966–1969 роках — голова правління Спілки журналістів України.
У 1968–1981 роках — старший науковий співробітник відділу історії соціалістичного будівництва, у 1981–1984 — старший науковий співробітник відділу історії Великої Вітчизняної війни Інституту історії АН УРСР.
Обирався депутатом Верховної Ради УРСР 4-7 скликань (1955–1971 роки) та членом ревізійної комісії на XVIII, XIX, XXI, XXII, XXIII з'їздах КПУ.
Помер у Києві в жовтні 1984 року.

## Основні праці
- Историческая победа в битве за Днепр и Киев. — К., 1973.(рос.)
- Місто-герой на Дніпрі. — Київ, 1969.

## Звання
- майор
- підполковник

## Нагороди
- орден Вітчизняної війни 1-го ст. (22.11.1944)
- орден Вітчизняної війни 2-го ст. (28.02.1944)
- орден Трудового Червоного Прапора (4.05.1962)
- орден «Знак Пошани» (26.02.1958)
- орден Червоної Зірки (15.01.1943)
- медаль «За оборону Сталінграда» (22.12.1942)
- медаль «За перемогу над Німеччиною у Великій Вітчизняній війні 1941—1945 рр.» (1945)
- медалі
- Почесна грамота Президії Верховної Ради Української РСР (9.10.1967)
- Заслужений працівник культури Української РСР